# Liste des maîtres de la province de Hongrie de l'ordre du Temple
Pour un article plus général, voir Liste des maîtres de province de l'ordre du Temple.
Cet article présente une liste des maîtres de la province de Hongrie de l'ordre du Temple.

## Province de Hongrie

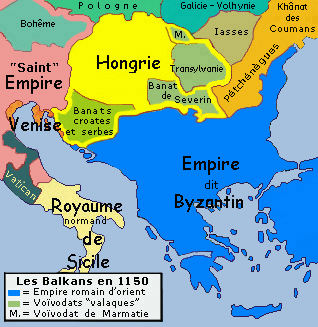
Le royaume de Hongrie au milieu du XII

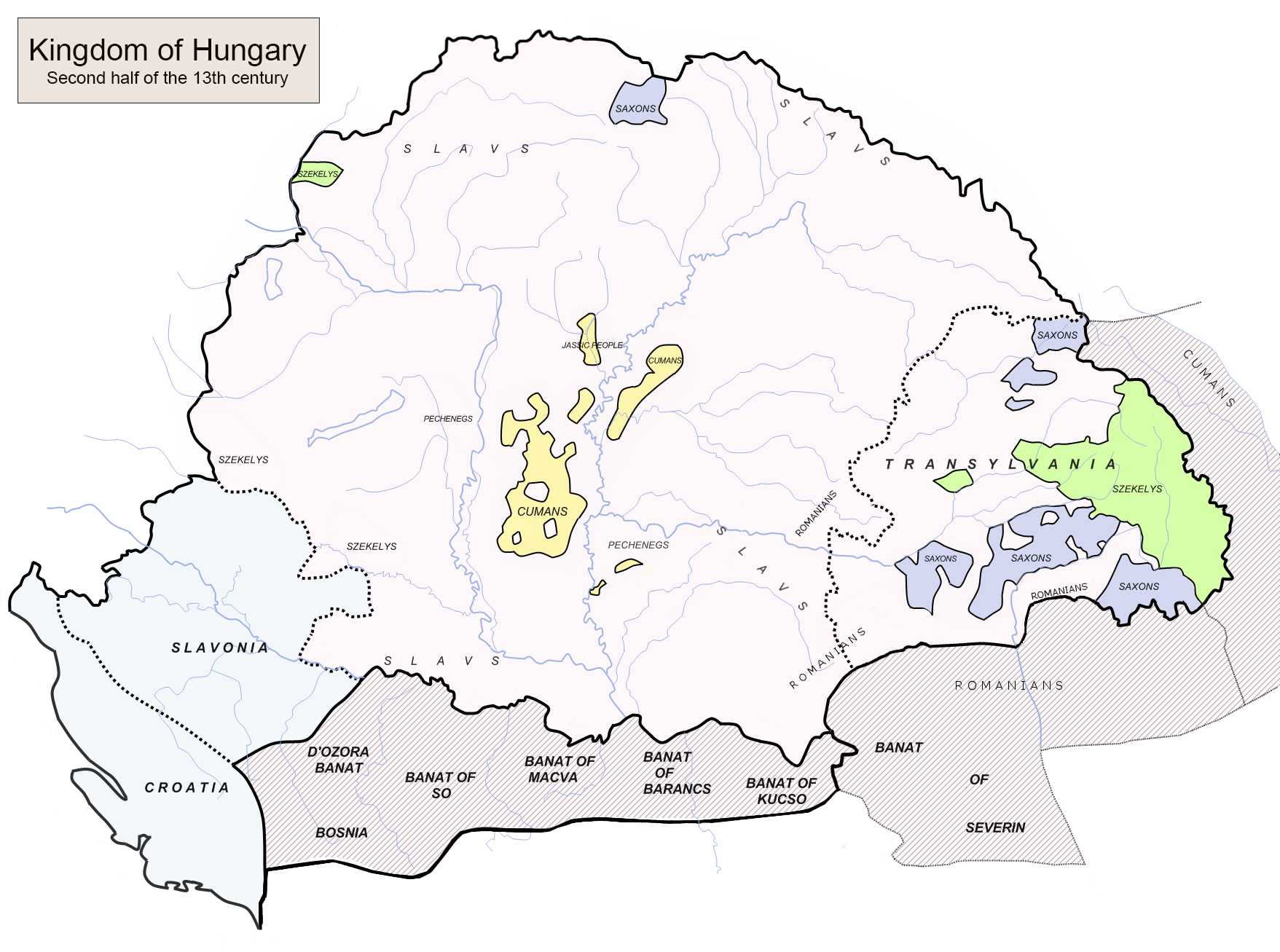
Le royaume de Hongrie au XIII

(la) : « Magister domus militie Templi per Hungariam et Sclauoniam »
Les premières traces de donations aux templiers sont datées aux environs de 1160 et il semble qu'ils se soient surtout installés dans le sud du royaume de Hongrie, territoire correspondant à l'actuelle Croatie. Le royaume de Croatie faisant partie de celui de Hongrie à cette période. La commanderie principale était le prieuré de Vrána (hr) et était en fait une puissante forteresse. À partir de 1280, On constate plusieurs fois la présence de ces dignitaires dans le sud de l'Italie en particulier à Barletta (Royaume de Sicile citérieure).
À partir de 1219, on remarque que les maîtres de cette province sont qualifiés de maître de Hongrie et d'Esclavonie, « Per Hungariam et Sclauoniam ». Attention à ne pas confondre l'expression « Sclauoniam » avec « Slaviam / Slauiam » que l'on trouve employée pour les maîtres de la province d'Allemagne, cette dernière désignant initialement le duché de Poméranie (Pologne).
La liste ci-dessous ne tient donc pas compte des publications où cette confusion existe, entre autres les noms proposés par Paul de Saint-Hilaire dans Les Sceaux Templiers et leurs symboles publié en 1991 car il semble y avoir un amalgame entre les maîtres d'Allemagne et ceux de Hongrie à partir de l'année 1271.
| Maître(hu)                                                      | Période de maîtrise | Commentaires et autre(s) fonction(s) |
| --------------------------------------------------------------- | ------------------- | --- |
| fr. Gualterij                                                   | 1194                | (la): Gualterius, |
| fr. Conon                                                       | 1198-1210           | (la): Cone, Cono 1198: « ad preces magistri Cone ae fratris Franconis, et aliorum fratrum sacrae militiae Templi, in Hungaria », 1209: « Preterea ad preces dilecti nostri fratris Cononis predicte domui Templi » 1210: « Concedimus autem et confirmamus ipsis fratibus milicie Templi ad preces fratris Cononis magistri eorum » |
| fr. Pons de (la) Croix (en)                                     | 1217-1219           | (la): Pontius de Cruce, de Suce (en): Pons of the Cross (hr): Poncij od Križa (it): Pontio della Croce 1217(?): « Pontio della Croce humile Maestro della militia del Tempio per Vngaria e Sclauonia », 1219: « per Vngariam et Sclauoniam domus militiae Templi magister », Peut-être déjà lui en 1211 comme « Magistro, et fratibus militiae Templi in Vngaria constitutis », Responsable d'une partie du royaume lorsque André II de Hongrie est parti en croisade (Croatie et Dalmatie, 1217). |
| fr. Tamás                                                       | 1221                | (la): Thomas 1221: « magistrum Thomam templarium...magistrum Thomam cum ceteris fratibus Templi...Thomas magister templariorum » |
| fr. Hermán                                                      | 1226                | (la): Hermanus |
| fr. Rainardus Argentar                                          | 1229                | (la): Ranardus Argentar 1229: « quod magister , nomine Ranardus Argentar(us) , et eius fratres , qui nec Vranam venerunt » Commandeur de Vrána (hr)(1221) |
| fr. Johann Gotfried von Eberstein                               | 1230                | [Erreur] (la): Ioannes Godefridus ab Heberstein Peut-être maître cismarin, tué près de Liptovský Mikuláš (Liptoviensi) en 1230 alors qu'il visitait le royaume de Hongrie. |
| fr. Raimbaud de Caromb                                          | 1235 - 1240         | (la): Raimbaldus de Carumpo, de Caro, Rambaldus de Carono, Rembaldus de Carumb, de Karump, frater de Karop (hu + hr) Rembald de Karump, de Carumb 1235: « frater de Karop, magister militiae Templi per regnum nostrum », charte d'André II de Hongrie 1239: « Dilectum ac fidelem nostrum fratrem Rembaldum de Carumb magistrum toties dictae domüs »,, charte de Béla IV de Hongrie 1240: « Magistro domus Templi per regnum Hungarie » Autres sources :, Visiteur cismarin (1245-1246) Maître de Provence (1251-1259, 1263) |
| fr. Jakab de Monte Regali                                       | 1240 ou 1290        | [Date incertaine] (la): Jacobus de Monte Regali (fr): Jacques de Montréal (hr): Jakob Meštar 1240: « frater Jacobus de Monte Regali Magister humilis Domorum Templi per Hungariam et Sclauoniam », |
| fr. Ivan de Metis                                               | 1245                | (la): Johannes de Metis 1245: « frater J... de Metis magister militie Templi per Vngariam et Sclauoniam » |
| fr. Thierry de Nuss                                             | ?-1247              | [Erreur], Hospitalier (la):Terricus, Theodoricus de Nussa (en):Thierry, Theodore of Nussa Prieur de la langue d'Angleterre (1235-1247) |
| fr. Vilmós de Sonai ou Sonar                                    | 1248                | [Erreur] (la): Guilielmus de Sonai, Guilelmus de Sonar (fr): Guillaume de Sonnac, maître de l'ordre 1248: « ...fratrem Jacobum de Turrisellis ex altera, nuncium venerabilis fratris domini Guilielmi de Sonai magistri domus milicie Templi... » |
| fr. Morgolt                                                     | 1249                | (la): Morgolt 1249: « Frater Morgolt Magister Milicie Templi de Hungaria » |
| fr. Jourdain                                                    | 1256-1258           | (la): Jordanus, Yordanus 1256: « fr(atrem Ior)danum, magistrum domus militie Templi per Ungariam et Sclauoniam » 1258: « domorum militiae Templi per Hungariam et Sclauoniam magistrum », |
| fr. Franko                                                      | c. 1260/69          | (la): Franco « fratris Franconis magistri seu preceptoris, et aliorum fratrum militum Templi per Ungariam et Sclavoniam... frater Franco et alii fratres militie Templi per Ungariam et Sclavoniam » |
| fr. Vilmós                                                      | 1272                | (la): Guilhelmus, Guillermus, Wyllermus (hr): Vilim juin 1272: « per fratrem G. magistrum domus milicie Templi per Vngariam et sclauoniam » novembre 1272 : « Wyllermus magister domorum milicie Templi per Vngariam et Sclauoniam » [fr. Widekind (1271-1279) n'est pas maître en Hongrie] Il est maître en Allemagne et Poméranie (Alemannia et Slavia) |
| fr. Gellért de Sanseto (Sauçeto)                                | 1278-1279           | (la): Girardus, Gyrardus (fr): Gérard de Sauzet avril 1278: « ac fratris G. magistri domorum milicie Templi per Vngariam et Sclauoniam » août 1278: « atque fratre Girardo de Sanseto magister milicie Templi generali per Hungariam et Sclauoniam » novembre 1278: « frater Gyrardus magister domus militie Templi per Ungariam et Sclavoniam » juillet/août 1279: « fratre Gerardo magistro domus milicie Templi per Vngariam et Sclauoniam ; fratris Gerardi de Sauçeto magistri domorum milicie Templi per Hungariam et Sclauoniam » Dernier commandeur de la terre d'Antioche (1268) Maître de la province d'Auvergne (1289-91) |
| fr. Róbert de Gudde                                             | 1280                | (la): Robertus de Gudde 1280: « Robertus de Gudde preceptor militie Domus Templi in Ungaria » Au moment de son passage par les Pouilles et le port de Barleta Robert de Rupe est vice-commandeur de la province la même année, |
| Gérard de Villers                                               | 1280-1282           | [À vérifier] |
| fr. Vilmós de Peymes                                            | 1284                | (la): Guillelmus de Peymes, Paymes 1284: « Guille(r)mus de Peymes Domorum Milicie Templi per Hungariam et Sclauoniam Magister », 1291 (vidimus de 1284): « fratris Guillelmi de Peymes, domorum milicie templi per Hungariam et Sclauoniam Magistri » |
| fr. Vilmós                                                      | 1286                | (la): Gwilermus, Guillermus 1286: « fratris Gwilermi , magistri militiae Templi per Hungariam et Sclauoniam... frater Guillermus » On ne peut pas savoir s'il s'agit du précédent ou du suivant tout en sachant que certains historiens considèrent que c'est le même individu qui figure en 1272, 1284, 1289 et 1292. |
| fr. Vilmós de Suaseto                                           | 1289                | (la): Guillermus de Suaseto (hr): Guilermo ou Vilim de Suaseto 1289: « Guillermus de Suaseto domorum militie Templi per Hungariam et Sclavoniam magister » |
| fr. Jakab de Monte Regali                                       | 1290 ou 1240        | [Date incertaine] (la): Jacobus de Monte Regali (fr): Jacques de Montréal (hr): Jakob (it): Giacomo de Monte Regali 1290: « frater Jacobus de Monte Regali Magister humilis Domorum Templi per Hungariam et Sclauoniam », Le frère Salamon qui apparait en 1291 n'est pas templier. |
| fr. Guilhem de Noves dit « le provençal »                       | 1292                | (la): Guyllermus de Novis, Guyllermus de Peimis (fr): Guillaume de Noves (hr): Guilermo, Vilim de Novis, Vilmós de Novis (it): Guiglielmo de Noves juillet 1292: « Guyllermus de Nouis magister domorum milicie Templi per Hungariam et Sclauoniam », On trouve la même charte avec le nom de Guyllermus de Peimis dans des publications plus anciennes, Selon Elena Bellomo, même individu que : Guillelmus de Novis, maître de la province de Lombardie (1285), |
| fr. Róbert de Gudde                                             | 1295                | Envoyé à Naples par Ivan Güssing afin de se voir confirmer sa charge auprès de Charles II d'Anjou qui est monté sur le trône récemment |
| Frédéric de Nigrip (Friedrich von Nigrip, Fridericus de Nigrip) | 1297 - 1298         | [À vérifier] |
| Frédéric d'Avensleben (Friedrich von Avensleben)                | ? - ?               | [À vérifier] |
| Theouron de Provence                                            | c. 1303             | [Source indirecte] Pas de chartes, au moment du procès le frère Guy d'Acre interrogé à Chypre (1309) indique qu'il a été reçu à Barletta (Italie) il y a six ans par Theouron de Provence alors maître de Hongrie. |